# Oecophylla smaragdina
Espèce
Répartition géographique
La Fourmi tisserande (Oecophylla smaragdina) est une espèce d'insectes de la famille des Formicidae, de la sous-famille des Formicinae, de la tribu des Oecophyllini et du genre Oecophylla. C'est l'espèce type pour le genre.

## Description
La reine, de couleur vert clair, mesure de 13 à 16 mm. Le mâle, de couleur noire, est beaucoup plus grêle et mesure de 6 à 6,5 mm. Les ouvrières sont d'une couleur variant du rouge à l'orangé et mesurent entre 3,5 et 9,5 mm. Les ouvrières sont divisées en 2 ou 3 : les majeures, les mineures et parfois même des ouvrières plus petites, les minimes.[réf. nécessaire]

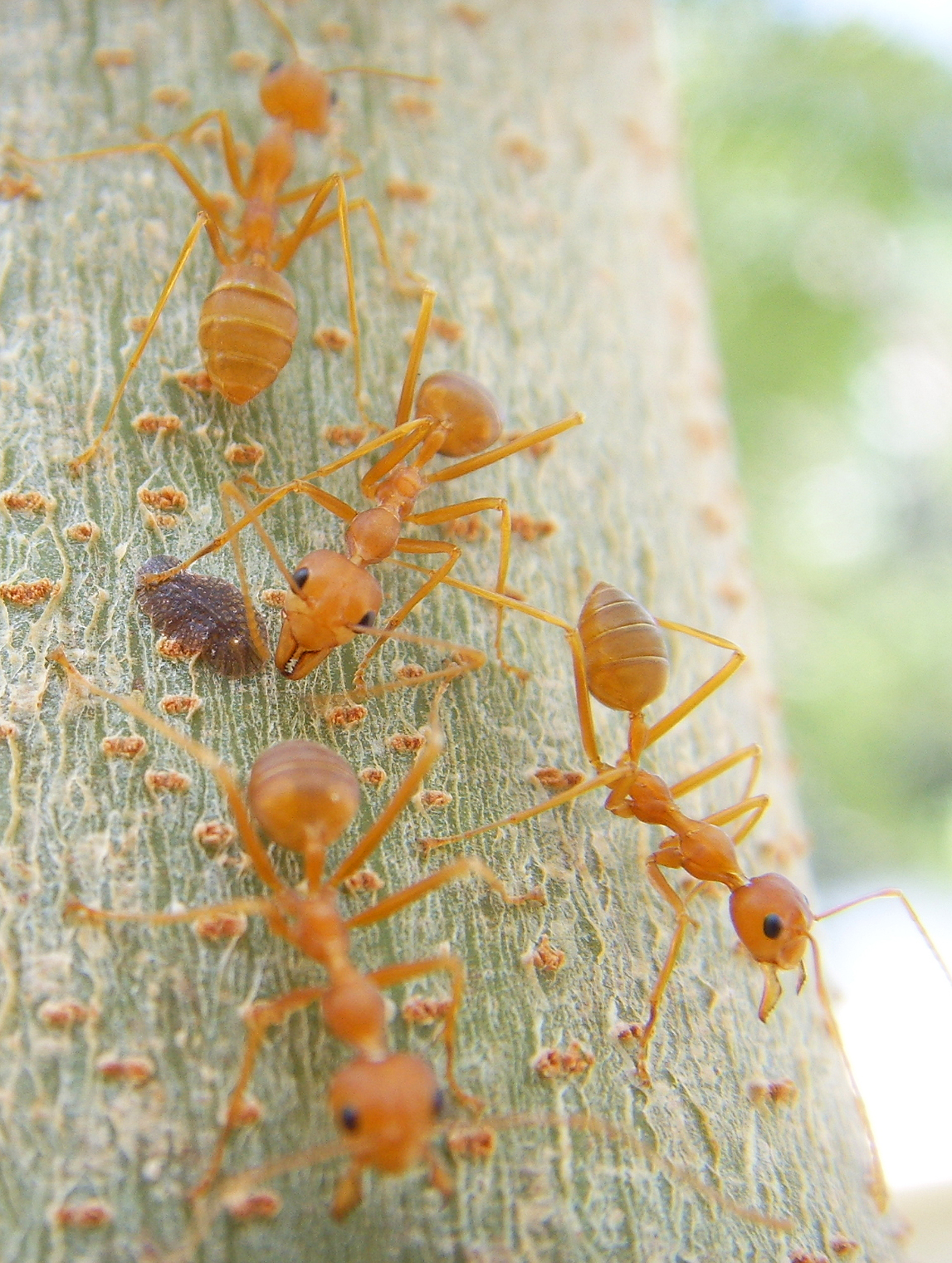
Ouvrières
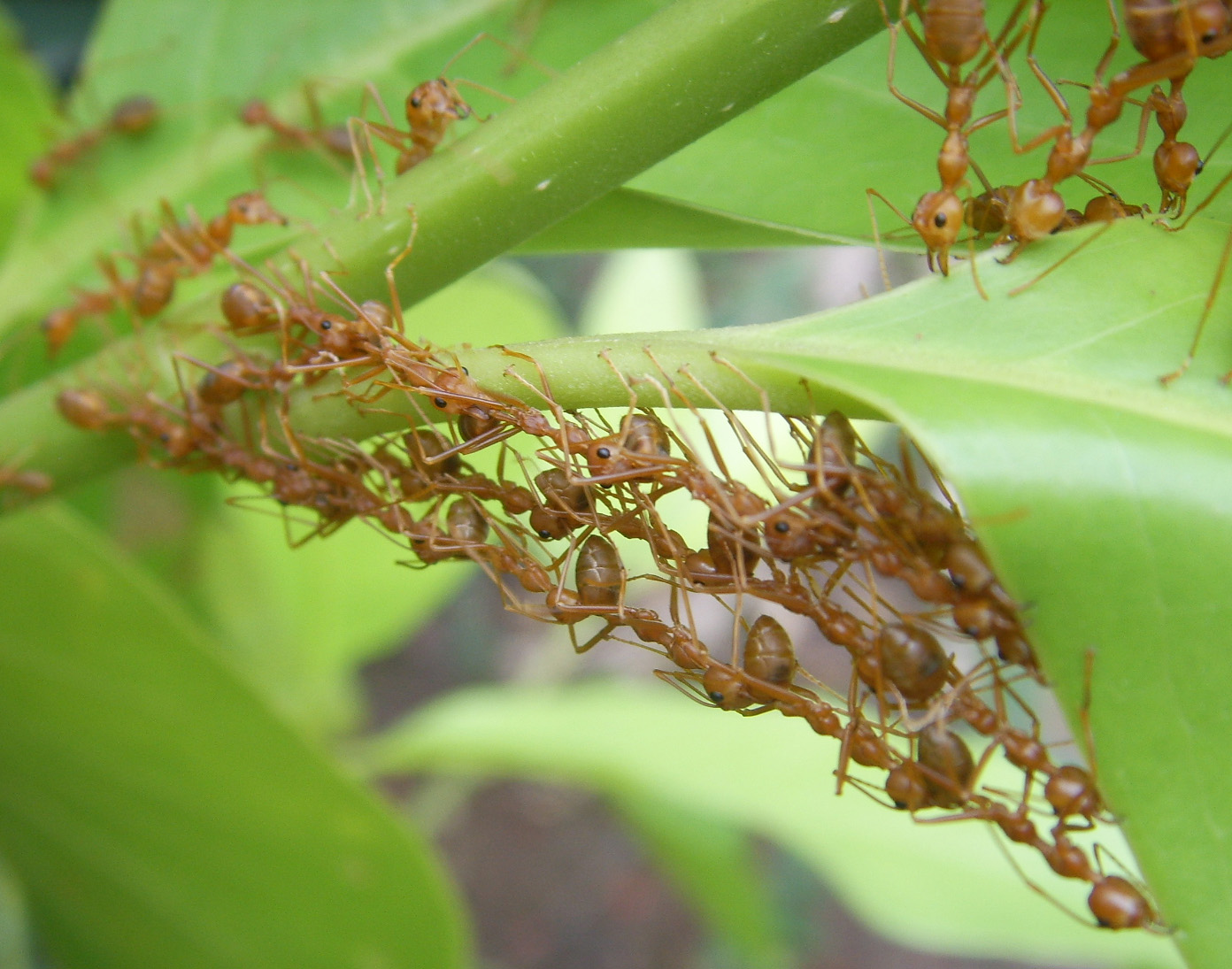
Ouvrières préparant un nid
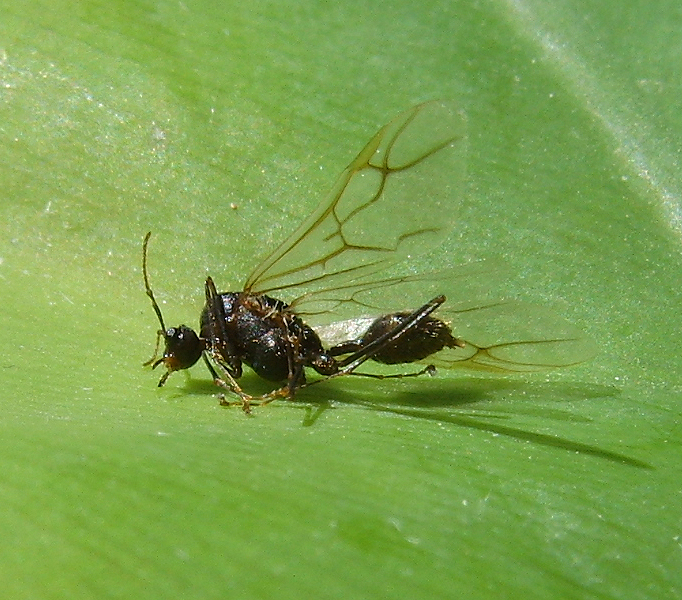
Mâle
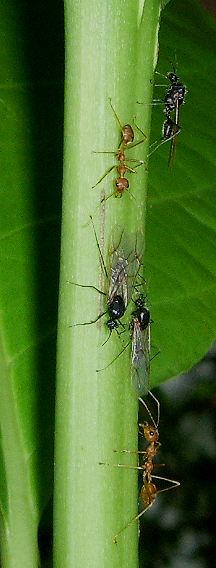
Mâles se préparant au vol nuptial
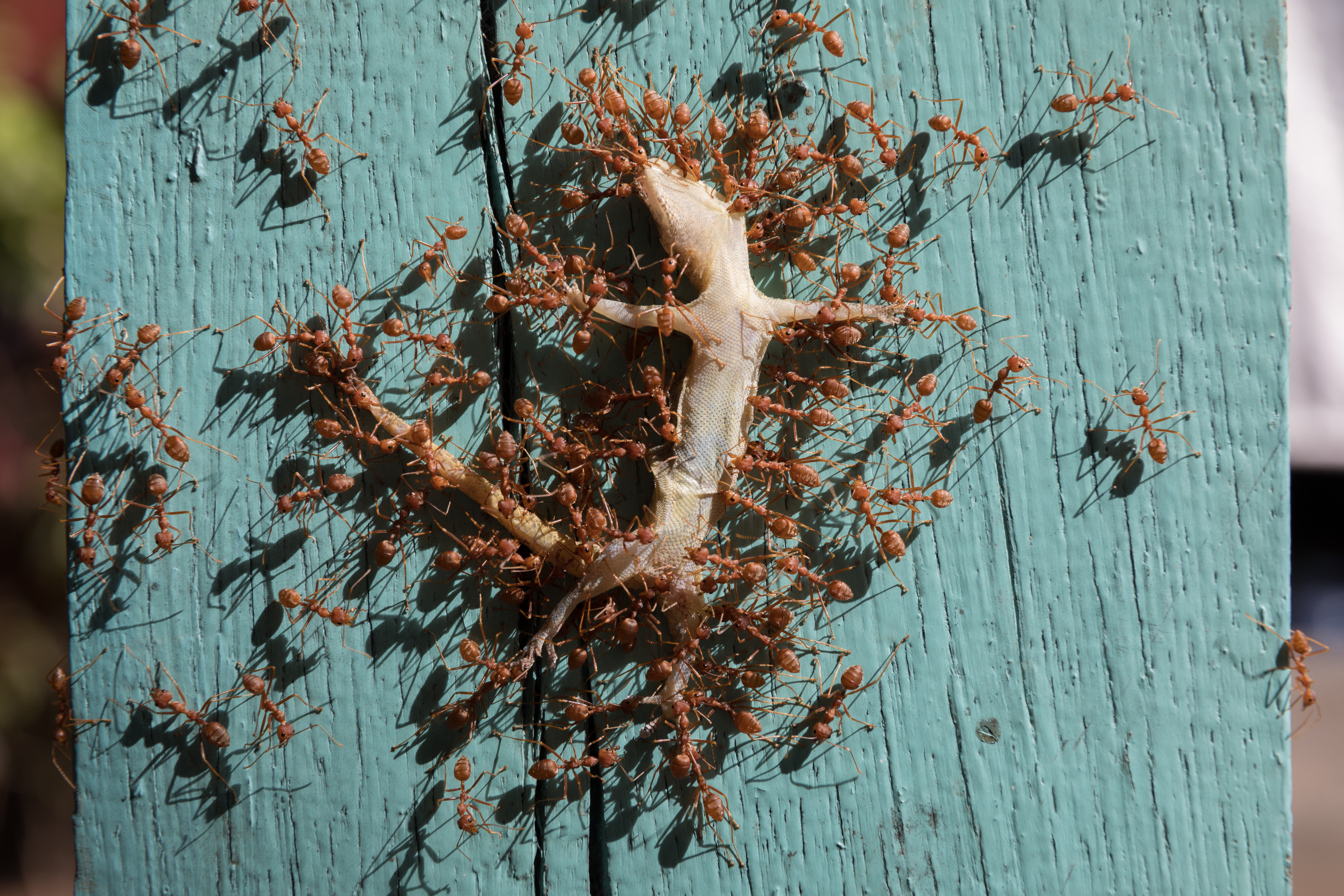
Fourmis rouges transportant un Gekkota mort, sur une poutre, au Laos. Octobre 2017.
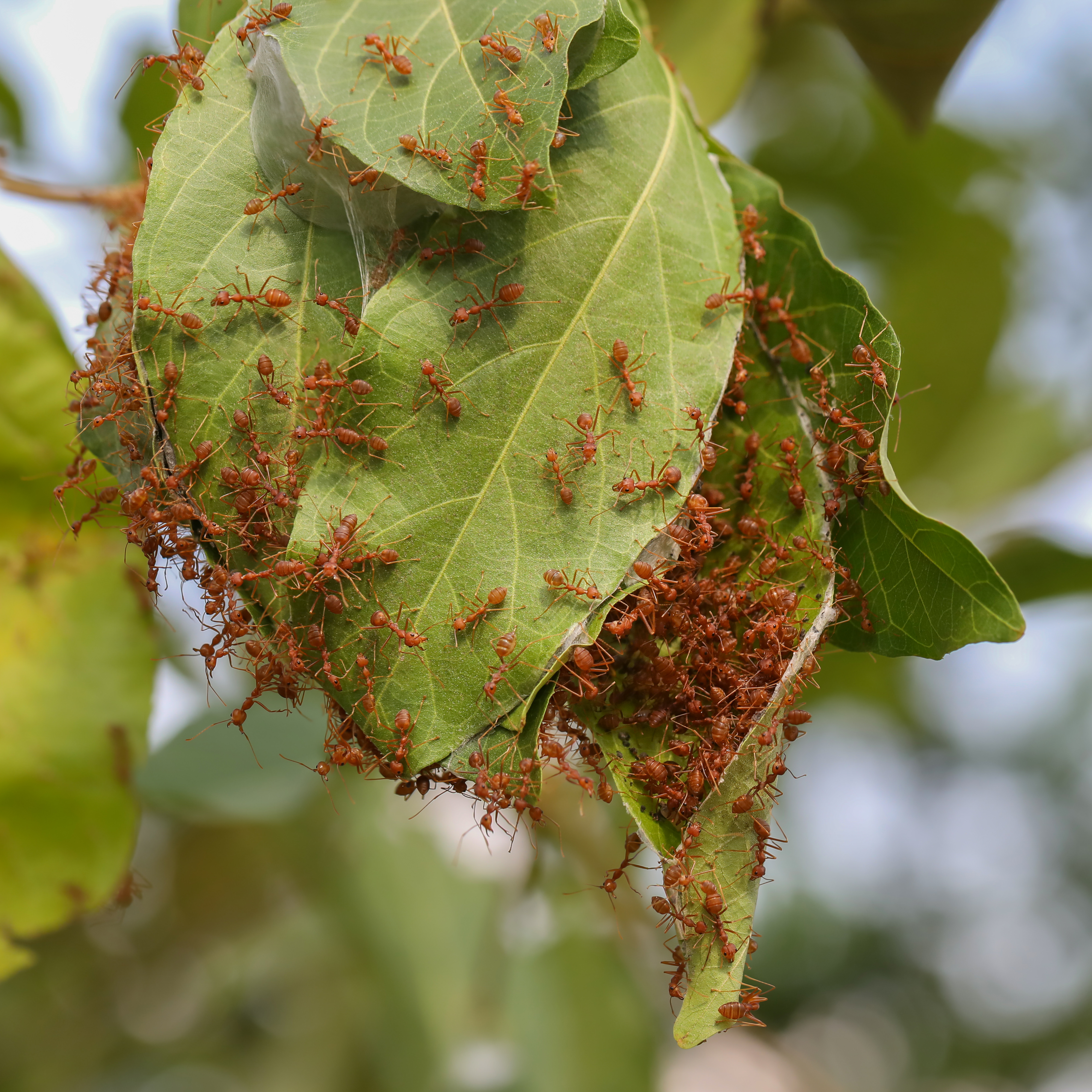
Nid de fourmis tisserandes fait de feuilles vertes soudées ensemble. Avril 2018.

## Biologie

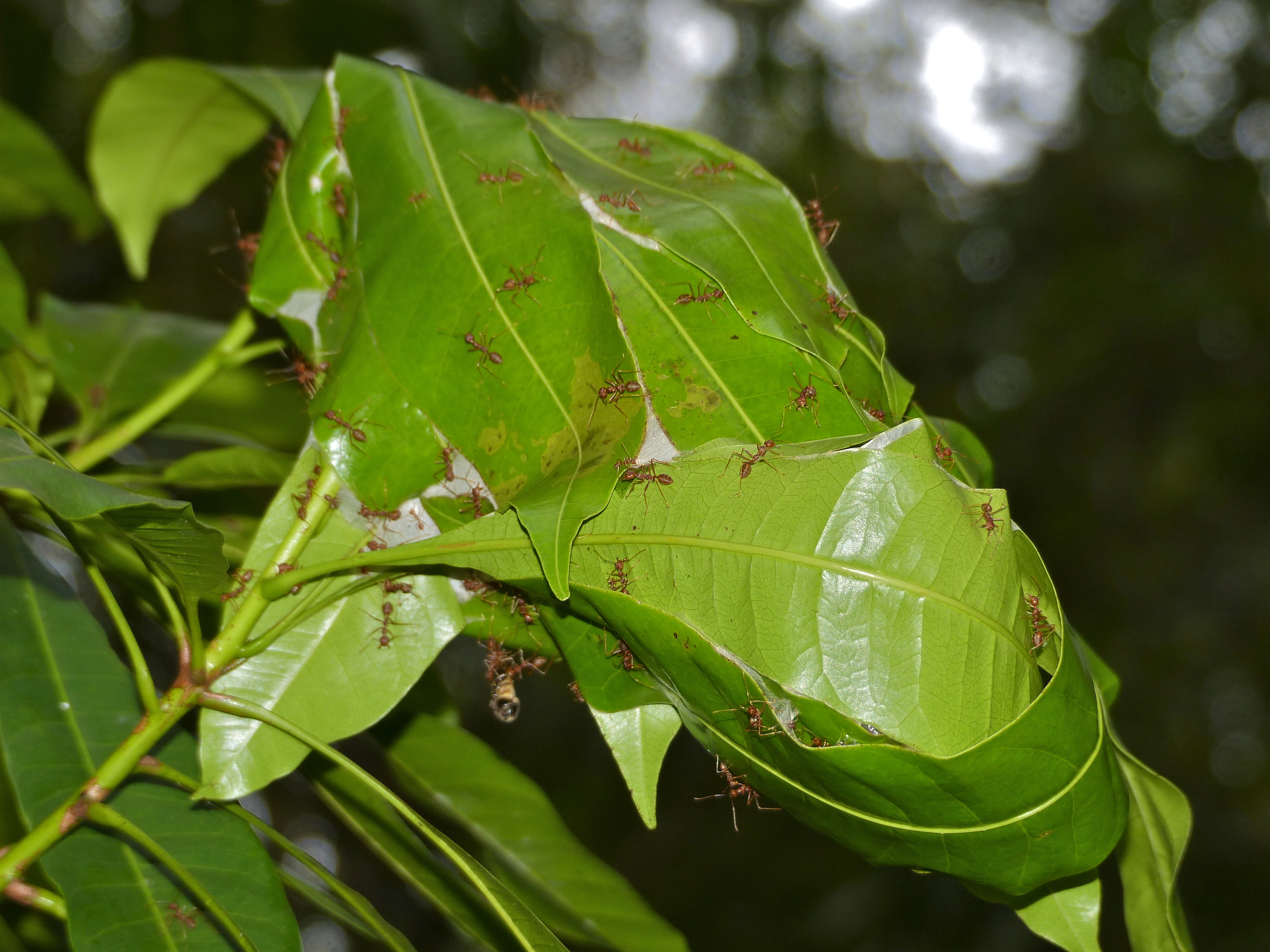
Nid

Elle a la particularité de coudre les feuilles des arbres où elle habite avec le fil de soie que ses larves produisent,,,. Une colonie adulte (généralement âgée de trois ans ou plus) contient environ 500 000 individus. Les colonies (dispersées en plusieurs nids)  peuvent être formées d'une ou de plusieurs reines (cas plus rares),.
Dans de nombreux pays on la mange pour son gastre riche en vitamine C et pour son goût acidulé. Sous cette forme alimentaire, cette fourmi est appelée « kroto ». Mais ce mets est surtout destiné aux oiseaux en captivité.
Le rôle d'Oecophylla smaragdina dans la lutte contre les insectes ravageurs (tels que les Alcidodes (en), les Helopeltis (en) et Selenothrips rubrocinctus) a été établi de nombreuses fois,,,,,,. O. smaragdina protège par exemple le cocotier du coréidé Amblypelta cocophaga et aussi le figuier Ficus racemosa. Elle serait efficace contre au moins 40 espèces d'insectes ravageurs. Les fourmis de ce genre sont par exemple des prédatrices des moucherons de la famille des Cecidomyiidae. O. smaragdina est aussi un moyen efficace de lutter contre Bactrocera jarvisi, une mouche des fruits causant des problèmes chez le papayer ou encore le manguier. Leur emploi à ce poste remonterait au moins au IVe siècle apr. J.-C., en Chine. Cependant, leur utilisation dans les vergers pourrait entraîner des effets négatifs à l'exemple d'une diminution de l'activité des pollinisateurs (notamment des méliponides du genre Trigona) sur les arbres. Elles sont même efficaces dans la protection des plantations de cocotiers contre les rongeurs.
Ces fourmis sont associées aux bactéries acétiques et aux bactéries de la famille des Lactobacillaceae. En outre, elles sont victimes d'endoparasitisme d'hyménoptères de la famille des Chalcididae. Les larves d'Oecophylla smaragdina sont victimes des larves de Liphyra brassolis (un papillon de la famille des Lycaenidae) et de Smicromorpha doddi (Chalcididae). Elles sont aussi la proie de l'araignée Cosmophasis bitaeniata, qui infiltre les colonies en imitant le profil chimique des fourmis. Parmi les autres fourmis, O. smaragdina est en compétition avec les Iridomyrmex, les Podomyrma (en), Anonychomyrma gilberti et Pheidole megacephala,.

## Distribution
L'aire de répartition de cette espèce comprend l'Inde, le Sri Lanka, la république populaire de Chine, l'Australie (où ce serait la seule espèce du genre Oecophylla) et les Philippines. Elle est notamment présente sur les îles Baratang, Andaman du Sud et de La Petite Andaman. D'autres sources indiquent également la Papouasie-Nouvelle-Guinée, l'Indonésie, la Malaisie et la Thaïlande. Elles existent aussi en Afrique de l'Est.

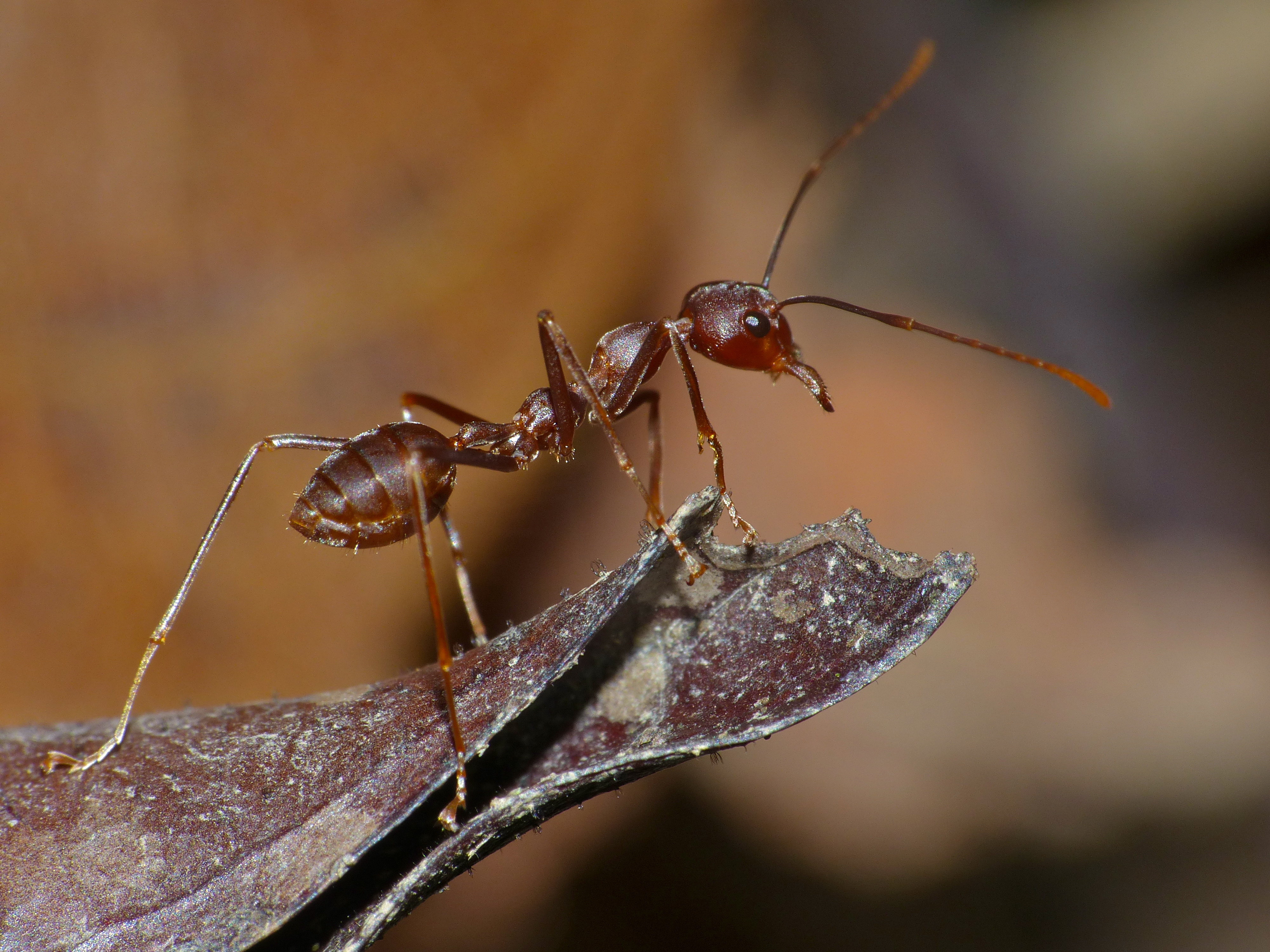
Oecophylla smaragdina (Parc national du Gunung Mulu, Malaisie)

## Systématique
- L'espèce Oecophylla smaragdina a été décrite par l’entomologiste danois Johan Christian Fabricius en 1775, sous le nom initial de Formica smaragdina[26].
- La localité type est l'Inde.

### Synonymie
Formica smaragdina Protonyme
- Camponotus smaragdinus (Fabricius)
- Echophylla virescens (Fabricius)
- Formica Smaragdina Fabricius
- Formica macra Guérin-Méneville
- Formica virescens Fabricius
- Formica viridis Kirby
- Formica zonata Guérin-Méneville
- Lasius virescens (Fabricius)
- Oecophylla macra (Guérin-Méneville) [Senior synonym of macra Roger, 1863b: 10; Dalla Torre, 1893: 176]
- Oecophylla virescens (Fabricius) [Senior synonym of virescens: Mayr, 1872: 143; Taylor & Brown, D.R. 1985: 127]
- Oecophylla viridis (Kirby) [Senior synonym of viridis: Smith, F. 1857a: 53; Taylor & Brown, D.R. 1985: 127]
- Oecophylla zonata (Guérin-Méneville) [Senior synonym of zonata Roger, 1863b: 10; Dalla Torre, 1893: 176]

### Noms vernaculaires
- Fourmi tisserande en français. Asian Weaver Ant en anglais.

## Taxinomie
Liste des sous-espèces
- Oecophylla smaragdina smaragdina
- Oecophylla smaragdina fuscoides
- Oecophylla smaragdina gracilior
- Oecophylla smaragdina gracillima
- Oecophylla smaragdina selebensis
- Oecophylla smaragdina subnitida

## Élevage
Oecophylla smaragdina, comme la plupart des espèces de fourmis, peut être maintenue en captivité.
- On peut maintenir Oecophylla smaragdina dans un arbre à tube. Un arbre à tube est un assemblage de tubes classiques d’élevage de fourmi attachés à un bâton planté.

- Mais la meilleure méthode d'élevage de cette espèce consiste à lui fournir un arbuste en pot trempant dans une cuvette d'eau qui évitera que certaines fourmis s'évadent. L’élevage est très impressionnant et encombrant.

Pour un élevage dans un espace plus confiné, il est possible de garder la colonie dans un petit arbre bonsaï, et d’y accrocher des tubes, faisant ainsi un combiné des deux méthodes précédentes.
Contrairement aux autres espèces de fourmi, elle aura besoin de beaucoup d’air ainsi que d’une humidité relativement faible
Cette fourmi est très complexe à maintenir en élevage et est conseillé à des éleveurs ayant une forte expérience en élevage de fourmi, un grand espace dédié, et des compétentes en arboriculture.